# Финеевская волость
Финеевская волость — историческая административно-территориальная единица в составе Покровского уезда Владимирской губернии. Волостной центр — сельцо Финеево.

## История
В середине XII — начале XIII веков территория принадлежала Ростово-Суздальскому княжеству.

## Населённые пункты
По данным на 1905 год из книги Список населённых мест Владимирской губернии в Финеевскую волость входили следующие населённые места:
- Богородский медно-латунный завод Бабкиной (39 человек, 1 двор)
- Богородское (село; при нём усадьба Егоровых, близ села лесная сторожка Аленчикова и Зимина)
- Борисоглебский погост (20 жителей, 4 двора). Располагался южнее Фёдоровского, северо-восточнее Дворищ. До разделения России на губернии Борисоглебский погост был центром Борисоглебского стана Переславль-Залесского уезда[3].
- Бынино
- Викторова медно-латунный завод (5 человек, 1 двор)
- Головино (сельцо; близ него лесная сторожка Зубовыа)
- Дворищи (сельцо)
- Зимина и Аленчикова медно-латунный завод (445 человек, 1 двор)
- Ильинское (село; близ него лесная сторожка Грачевых)
- Карповщино
- Кашино
- Любимеж (при деревне лесные сторожки Угрюмова (2 человека, 1 двор) и Егоровой (2 человека, 1 двор))
- Никифорово (близ деревни лесопильный завод братьев Грачевых (15 человек, 4 двора))
- Новая
- Песьяне (при деревне лесные сторожки Аленчикова и Зимина (4 человека, 1 двор) и Шибаева (5 человек, 1 двор))
- Пиково
- Пичугина шёлкоткацкая фабрика (77 человек, 1 двор)
- Полутино (сельцо; при нём лесные сторожки П. П. Соловьева (6 человек, 2 двора), М. А. Недыхляевой (2 человека, 1 двор) и Романова (2 человека, 1 двор))
- Трохино
- Федоровское (сельцо; при нём усадьба г. Угрюмова (47 человек, 4 двора), мукомольная мельница (2 человека, 1 двор), лесная сторожка П. П. Соловьева (3 человека, 1 двор))
- Финеево (сельцо)
- Шиботово

Вероятно в Финеевскую волость входила и деревня Старово, хотя она и не отмечена в Списке населённых мест Владимирской губернии 1905 года.

## Волостное правление
По данным на 1900 год: волостной старшина — Егор Кузьмич Журин, писарь — Михаил Захарович Воробьёв.
По данным на 1910 год: волостной старшина — Андрей Веденеев, писарь — Иван Чекаров.

## Население
В 1890 году Финеевская волость Покровского уезда включает 8605 десятин крестьянской земли, 18 селений, 911 крестьянских дворов (8 не крестьянских), 5577 душ обоего пола. Административным центром волости была деревня Финеево.

## Промыслы
По данным на 1895 год жители волости занимались отхожими промыслами (плотники в Москве, сезонные фабричные рабочие) и местными промыслами (производство ящиков и возка дров и леса на близлежащие фабрики). Возкой дров занимались только жители деревни Трохино.
Початочными ящиками называлась тара для укладки на фабриках так называемых початков, то-есть шпуль с пряжей. В Покровском уезде этот промысел имеется только в Финеевской волости, в 3 деревнях: в селе Финеево, Старово и деревне Любимеж. В этих 3-х деревнях на рубеже XIX и XX веков насчитывалось 27 ящечников. Промысел этот появился здесь в середине XIX века и стал вытеснять производство парниковых рам и погребных лестниц. В 1908 году форма производства — мелко ремесленная с наёмными рабочими. Обычно, хозяин мастерской работал сам или с сыном и нанимал 2—3 рабочих. В селе Старове было до 10 таких мастерских.